# Etusaari (ö i Södra Savolax)
Etusaari är en ö i Finland. Den ligger i sjön Pihlajavesi och i kommunen Nyslott i den ekonomiska regionen  Nyslott  och landskapet Södra Savolax, i den sydöstra delen av landet, 270 km nordost om huvudstaden Helsingfors. Öns area är 1,6 hektar och dess största längd är 300 meter i sydöst-nordvästlig riktning.